# Sinfonía n.º 2 (Prokófiev)

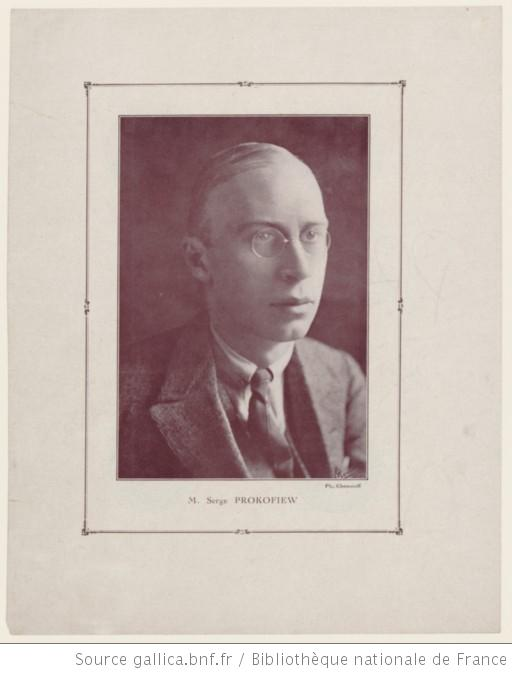
Prokófiev en su etapa parisina, retratado por Pierre Choumoff.

La Sinfonía n.º 2 en re menor, Op. 40 fue compuesta por Serguéi Prokófiev entre 1924 y 1925. La partitura está dedicada a Serge Koussevitzky.

## Historia

### Composición
La composición de este opus se desarrolló entre 1924 y 1925 en París, durante una etapa que él mismo definió como "nueve meses de trabajo frenético". Esta violenta pieza en dos movimientos entronca en el constructivismo y ofrece un contraste radical con su sinfonía anterior. 
Durante la década de 1920 cuando Prokófiev vivía en Francia, fue objeto de críticas por no escribir música realmente innovadora o atrevida. Bajo el dominio de la moda de Les Six, algunos le acusaban de basarse en obras antiguas para mantener su reputación. Esta actitud implacable hacia el compositor surgió tras el enorme éxito de Pacific 231 de Arthur Honegger, una obra diseñada en el llamado estilo mécanique que representaba los sonidos y ritmos mecanicistas de una locomotora. Así pues, Prokófiev decidió dar al público parisino lo que quería, o lo que él creía que quería: una sinfonía construida con "hierro y acero". En el proceso creó una de sus composiciones principales más disonantes y difíciles, pero también, a pesar de su olvido general, una de las más gratificantes.

### Estreno y publicación
El estreno se celebró el 6 de junio de 1925 en París, bajo la dirección de Serge Koussevitzky, que era además el dedicatario de la obra.
La primera edición de esta obra fue llevada a cabo por la editorial Editions Russes de Musique en 1927 en París.

## Instrumentación
La partitura está escrita para una orquesta formada por:
- Viento madera: 1 flautín, 2 flautas, 2 oboes, 1 corno inglés, 2 clarinetes, 1 clarinete bajo, 2 fagotes y 1 contrafagot.
- Viento metal: 4 trompas, 3 trompetas, 3 trombones y 1 tuba.
- Percusión: timbales, bombo, caja, platillos, castañuelas, triángulo y pandereta.
- Teclado: piano.
- Cuerda: una sección de cuerdas con violines I y II, violas, violonchelos y contrabajos.

## Estructura y análisis
La sinfonía consta de dos movimientos:
- I. Allegro ben articolato, en re menor 3
2 (12 minutos)
- II. Tema con variazioni, en 4
4 (25 minutos)
  - Tema. Andante
  - Variación I. L'istesso tempo
  - Variación II. Allegro non troppo
  - Variación III. Allegro
  - Variación IV. Larghetto
  - Variación V. Allegro con brio
  - Variación VI. Allegro moderato
  - Tema

La interpretación de esta obra dura aproximadamente entre 35 y 40 minutos. Prokófiev modeló la estructura de la sinfonía basándose en la última sonata para piano de Beethoven (Sonata para piano n.º 32 Op. 111): el primer movimiento es un Allegro austero en un tempestuoso modo menor y el segundo un largo conjunto de temas y variaciones de considerable complejidad y sutileza. Aunque ambas fueron obras innovadoras para sus respectivos compositores, no hay similitudes temáticas ni musicales entre ellas.

### I.Allegro ben articolato
El primer movimiento, Allegro ben articolato, está escrito en la tonalidad de re menor, en compás de 3/2 y sigue la tradicional forma sonata. Es implacable desde el punto de vista rítmico y armónico, y denso instrumentalmente. El tema principal es anguloso y de largo aliento, acelerado y parece aspirar a una gran expresión en un momento, y al siguiente parece aplastarlo todo en su camino descendente. A continuación se introduce un coral, pero sus fundamentos y orquestación son tan mecánicos y brutales como todo lo demás en la sinfonía. Le sigue una sección de desarrollo, que provoca más caos sonoro, con metales atronadores y cuerdas agitadas, pero que produce una música de sorprendente innovación, sobre todo gracias a la brillante orquestación. La recapitulación y la coda presentan el material principal con algunos cambios significativos, si bien se mantiene el atrevido tenor de la música. Todo el movimiento sigue y sigue, con sólo un breve momento de descanso en medio. Sin duda, se trata de uno de los movimientos sinfónicos más audaces, musculosos y rítmicos jamás escritos.

### II.Tema con variazioni
El segundo movimiento, Tema con variazioni, está en compás de 4/4. Es bastante más extenso que el Allegro inicial. Consiste en un conjunto de variaciones elaboradas a partir de un tema diatónico tocado por el oboe, proporcionando un fuerte contraste con la desafiante coda del primer movimiento. Se abre con una hermosa y, por contraste, relajante melodía en oboe que, como su homóloga en el primer movimiento, es de largo recorrido, pero sin atisbo alguno de agitación. Luego siguen seis variaciones, cada una concebida con imaginación e ingeniosamente orquestada, algunas de las cuales recuerdan la naturaleza disonante del movimiento inicial. Las variaciones contrastan momentos de hermosa meditación con la lúdica y descarada, mientras la tensión del primer movimiento nunca está lejos y contribuye a una continua sensación de inquietud. La última de ellas, Allegro moderato, permite el retorno de un siniestro motivo del primer movimiento y a continuación alcanza un clímax aplastante, en el que los acordes similares a los de una marcha se entrecortan y repiquetean con rabia para finalmente provocar el apacible retorno del tema inicial. Concluye con una coda en la que el tema se repite íntegramente en Andante molto, Doppio movimento. Es una emotiva reafirmación del tema inicial del oboe, eventualmente disipada por un acorde misterioso en las cuerdas.

## Recepción de la obra
El estreno resultó ser un fracaso y el propio Prokófiev comentó más tarde, probablemente con sorna, que "ni yo ni el público entendimos nada de ella". Planeó revisarla e incluso le asignó el número de opus 136, pero murió antes de llevarlo a cabo. Después de la primera versión de su Sinfonía n.º 4, la n.º 2 ha sido la más olvidada de las sinfonías de Prokófiev. No obstante, en la última década del siglo XX empezó a recibir cierta atención tanto en la sala de conciertos como en el estudio de grabación.

## Discografía selecta
| Año de grabación | Dirección              | Orquesta                               | Discográfica                  | Formato |
| ---------------- | ---------------------- | -------------------------------------- | ----------------------------- | ------- |
| 1968             | Erich Leinsdorf        | Orquesta Sinfónica de Boston           | RCA Red Seal / Sony Classical | CD      |
| 1978             | Walter Weller          | Orquesta Filarmónica de Londres        | Decca                         | CD      |
| 1980             | Zdeněk Košler          | Orquesta Filarmónica Checa             | Supraphon                     | CD      |
| 1986             | Neeme Järvi            | Royal Scottish National Orchestra      | Chandos                       | CD      |
| 1988             | Mstislav Rostropovich  | Orquesta Nacional de Francia           | Erato                         | CD      |
| 1990             | Seiji Ozawa            | Orquesta Filarmónica de Berlín         | DG                            | CD      |
| 1992             | Neeme Järvi            | Royal Scottish National Orchestra      | Chandos                       | CD      |
| 2001             | Valery Polyansky       | Orquesta Sinfónica del Estado Ruso     | Chandos                       | CD      |
| 2004             | Valery Gergiev         | Orquesta Sinfónica de Londres          | Philips                       | CD      |
| 2004             | Theodore Kuchar        | Orquesta Sinfónica Nacional de Ucrania | Naxos                         | CD      |
| 2020             | Andrew Litton          | Orquesta Filarmónica de Bergen         | BIS                           | CD      |
| 2020             | Franz Welser-Möst      | Orquesta de Cleveland                  | Cleveland Orchestra           | CD      |
|                  | Jean Martinon          | Orquesta Nacional de la ORTF           | Vox                           | CD      |
|                  | Gennadi Rozhdestvensky | Orquesta Filarmónica Estatal de Rusia  |                               | CD/LP   |